# Sieglitzhof
Sieglitzhof ist ein Stadtteil und ein Statistischer Bezirk im Stadtteil Nord der kreisfreien Stadt Erlangen im bayerischen Regierungsbezirk Mittelfranken. 

## Lage
Sieglitzhof liegt im Osten der Stadt Erlangen an der Schwabach. Der Stadtteil Sieglitzhof umfasst die statistischen Bezirke 220–223 in Erlangen.

## Geschichte

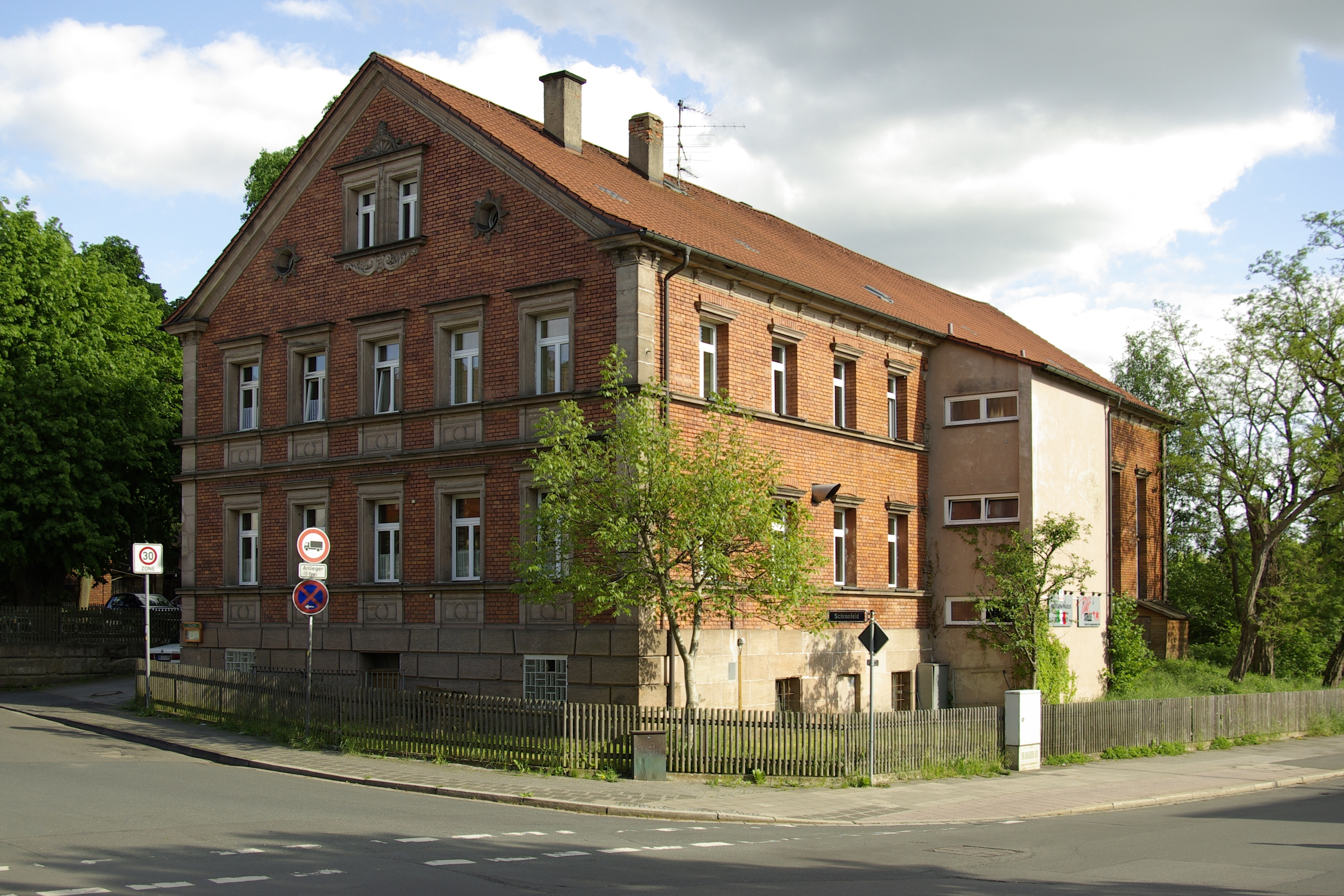
Gasthaus Brücken-Paulus in Sieglitzhof, 2012

Sieglitzhof wurde bereits im 14. Jahrhundert als „Siglazhofen“ erwähnt. Im Dreißigjährigen Krieg wurde Sieglitzhof vollständig zerstört.
Sieglitzhof war über lange Zeit Ausflugsziel der Erlanger Bevölkerung. Die Gaststätte Brücken-Paulus war sehr beliebt und war zugleich Exkneipe von Burschenschaften, unter anderem der Burschenschaft Germania Erlangen.
Am 1. Mai 1919 wurde Sieglitzhof, das bis dahin zu Spardorf gehörte und nur 184 Einwohner hatte, nach Erlangen eingemeindet.
Erst nach dem Zweiten Weltkrieg wurde um 1955 die Wohnbebauung in Sieglitzhof im Zuge des starken Bevölkerungswachstums in Erlangen forciert. Die ursprünglichen Bauernhöfe, die die Gemeinde bildeten, sind mittlerweile alle aufgegeben.

## Städtepartnerschaften
Neben den Städtepartnerschaften von Erlangen unterhält Sieglitzhof noch weitere Partnerschaften:
- Venzone (Italien), seit 1976
- Chechlo (Polen), seit 1981
- Eberswalde-Finow, seit 1989
- Pișchia/Timișoara (Temeswar) und Jasi (Rumänien), seit 1990

## Kultur und Sehenswürdigkeiten

### Gaststätten
Für einige „Ost-Erlanger“ ist der Biergarten der Gaststätte Romano (Brücken-Paulus) ein beliebtes Ausflugsziel. Der idyllische Biergarten mit alten Kastanienbaumbestand lädt zum Genießen und zum Verbleiben ein.

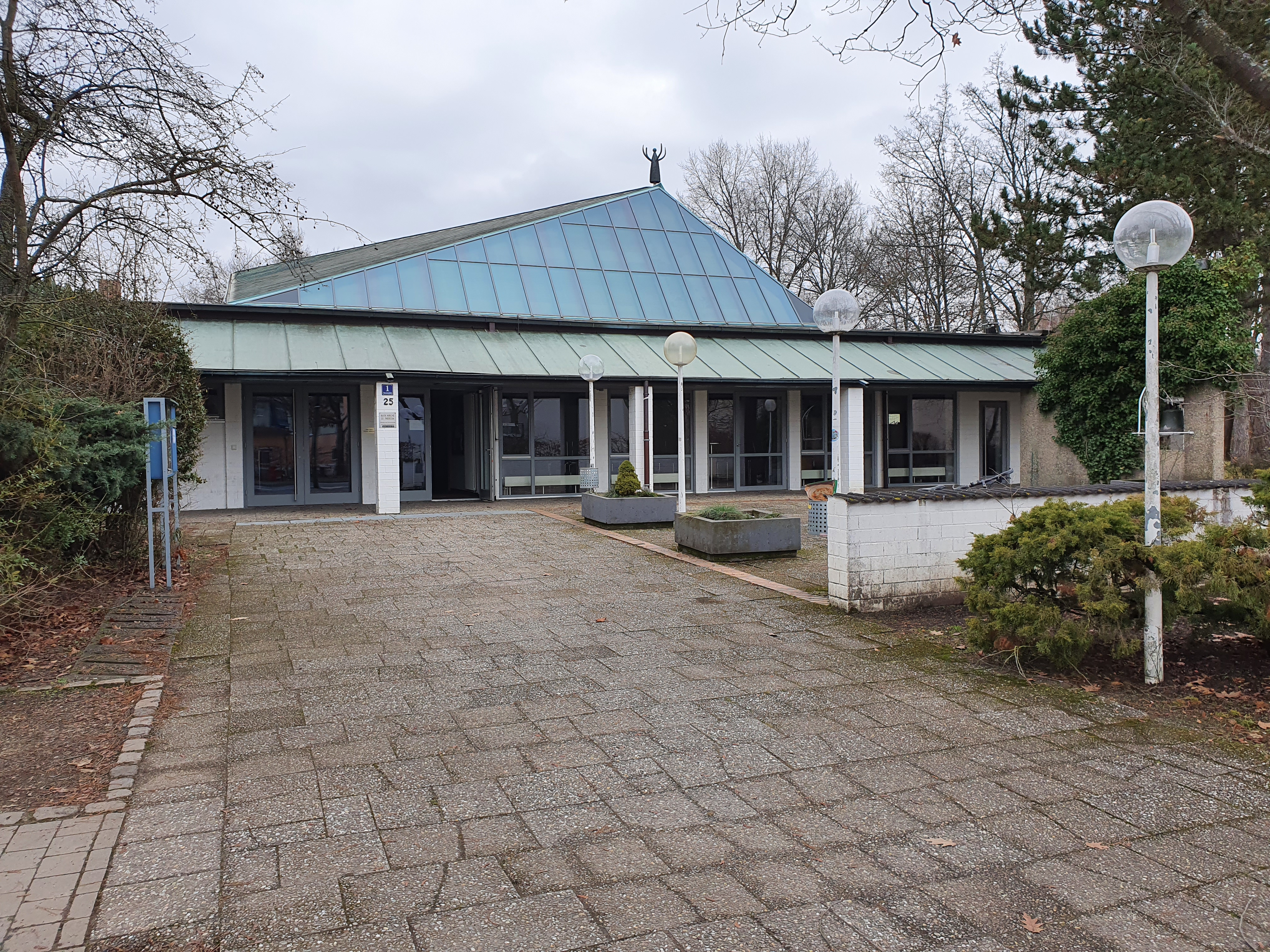
Außenansicht der römisch-katholischen Pfarrkirche St. Theresia, 2021

### Bauwerke
Infolge des starken Zuzugs von Katholiken wurde 1967 zunächst eine Notkirche in Sieglitzhof gebaut. Die römisch-katholische Kirche St. Theresia wurde im Jahr 1973 fertiggestellt. Die Weihe der Kirche und des Pfarrzentrums mit dem Jugendclub Orange erfolgte am 20. Oktober 1973. Am 1. März 1979 wurde St. Theresia zur selbständigen Pfarrei erhoben.
Die Heinrich-Kirchner-Statue wurde im Jahr 1973 auf dem First der Sankt-Theresia-Kirche aufgestellt. Zwischen Dezember 2009 und 2012 wurde eine weitere Statue von Heinrich Kirchner in der Kirche aufgestellt. Diese wurde leihweise überlassen. 
Zu den Baudenkmalen zählt auch die Gaststätte Brücken-Paulus.

### Sport
Im Norden von Sieglitzhof befindet sich die BMX-Bahn des Radsportvereins RC 50 Erlangen, und im denkmalgeschützten Ensemble Brücken-Paulus etablierte sich vor 25 Jahren die zeitgenössische Tanzschule Tanzstelle.